# 德国语言
德国的官方语言是德语，全国超过95%的人口第一语言是标准德语或其他德语方言。这一数据包含了北低地萨克逊语，这种语言在统计中被视作标准德语的一种少数族群使用的区域变体。被承认的少數族群語言在使用区域亦有官方统计数据。

## 少數族群語言
被承认的少數族群語言：
- 索布语 0.09%
- 罗姆语 0.08%
- 丹麦语 0.06%
- 北弗里西亚语 0.01%

## 移民语言
第一代及第二代移民使用的语言按使用人数排列依次为：（括号内标注移民来源）
- 土耳其语（南欧及西亚）
- 库尔德语（西亚）
- 俄语（东欧及北亚）
- 阿拉伯语（西亚及北非）
- 坦米爾语（南亚及東南亚）
- 希腊语（南欧）
- 荷兰语（西欧及南部非洲）
- 伊博語（尼日利亚及西非）
- 意大利语（南欧）
- 波兰语（中欧）
- 克罗地亚语（巴尔干半岛西部及南欧）
- 西班牙语（南欧）

大多数德国人都在学校学习英语作为第一外语。有时第一外语可能为法语或拉丁语，但通常情况下这两种语言是作为第一外语英语之外的第二外语或第三外语。学校也经常根据自身所处的地理位置选择教授俄语、意大利语、西班牙语、波兰语、荷兰语、古希腊语或其他语言。